# Санто Јани (Фрозиноне)
Санто Јани је насеље у Италији у округу Фрозиноне, региону Лацио.
Према процени из 2011. у насељу је живело 228 становника. Насеље се налази на надморској висини од 83 м.